# Bertrand Damaisin
Bertrand Damaisin (Lyon, 27 de octubre de 1968) es un deportista francés que compitió en judo.
Participó en los Juegos Olímpicos de Barcelona 1992, obteniendo una medalla de bronce en la categoría de –78 kg. Ganó una medalla de bronce en el Campeonato Europeo de Judo de 1992.

## Palmarés internacional
| Juegos Olímpicos   | Juegos Olímpicos   | Juegos Olímpicos  | Juegos Olímpicos |
| Año                | Lugar              | Medalla           | Categoría        |
| ------------------ | ------------------ | ----------------- | ---------------- |
| 1992               | Barcelona (España) | Medalla de bronce | –78 kg           |
| Campeonato Europeo |                    |                   |                  |
| Año                | Lugar              | Medalla           | Categoría        |
| 1992               | París (Francia)    | Medalla de bronce | –78 kg           |